# 監視資本主義
監視資本主義（かんししほんしゅぎ、英語: surveillance capitalism）は、企業による広範な個人データの収集・商品化を指す政治経済学の用語。監視資本主義は政府の監視活動とは区別されるが、これらが互いを強化し合う場合もある。ショシャナ・ズボフによると、監視資本主義は、利潤最大化へのインセンティブに動機付けされたGoogleを筆頭とする広告企業が、個人データを用いて消費者をより正確にターゲティングすることの可能性を見出したことで生まれた。
データ収集の増加は、個人や社会にさまざまなメリットをもたらす可能性がある。しかしながら、監視資本主義が人間の社会生活のうちデータ収集にさらされる部分を拡大し続けた結果、社会統制や国際的監視網、プライバシーへの重大な影響が懸念されている。

## 関連文献
- 勝俣誠「デジタル経済を現代社会の解読のために読む　『監視資本主義の時代――新たなパワーのフロンティアの未来に向けての闘い』」『明治学院大学国際学研究』第57号、明治学院大学国際学部、2020年10月、83-95頁。